# Regione di Arusha
La regione di Arusha è una delle regioni della Tanzania. Prende il nome dal suo capoluogo Arusha.

## Geografia fisica
Il 2.7 % del territorio è costituito da acque interne, vi si trovano i laghi di Eyasi, Manyara e Natron.

## Ambiente
La regione di Arusha comprende diverse aree protette: Parco nazionale di Arusha, parte del Parco nazionale del Serengeti, il Parco nazionale del lago Manyara e l'Area di conservazione di Ngorongoro il cui principale punto di attrazione è il cratere.

## Distretti
Fino al 2002 la regione di Arusha era la più grande della Tanzania e comprendeva 10 distretti, nel luglio 2012 il suo territorio è stato diviso in due regioni, Arusha e Manyara.
Amministrativamente la regione è divisa in 6 distretti e un distretto urbano:
| Distretto                 | Popolazione | Popolazione |
| Distretto                 | Cens. 2012  | Cens. 2022  |
| ------------------------- | ----------- | ----------- |
| Arusha - distretto urbano | 416 442     | 617 631     |
| Arusha - distretto rurale | 323 198     | 449 518     |
| Karatu                    | 230 166     | 280 454     |
| Longido                   | 123 153     | 175 915     |
| Meru                      | 268 144     | 331 603     |
| Monduli                   | 158 929     | 227 585     |
| Ngorongoro                | 174 278     | 273 549     |